# Tert-butylhydroperoxide
tert-butylhydroperoxide (TBHP, tertiair butylhydroperoxide) is een organisch peroxide. Het is een kleurloze vloeistof met een scherpe geur.

## Synthese
tert-butylhydroperoxide wordt bereid door de oxidatie van tert-butanol met waterstofperoxide, of door de reactie tussen isobutaan en zuurstofgas.
Het ruwe tert-butylhydroperoxide wordt gezuiverd door middel van destillatie en verkocht als een 70% tot 80%-oplossing in water, bekend als "TBHP-70" of "T-Hydro". Ook oplossingen in organische oplosmiddelen, zoals nonaan en decaan, worden verkocht.

## Toepassing
tert-butylhydroperoxide is een sterke oxidator. In de chemische industrie wordt het gebruikt als reagens in oxidatiereacties en epoxidatiereacties, bijvoorbeeld om propeenoxide te produceren uit propeen; ook in de Sharpless-epoxidatie.
Het wordt ook aangewend als radicalaire initiator in radicalaire polymerisatiereacties.
Het wordt ook gebruikt als biocide (desinfecterend middel), onder meer in bepaalde detergenten, vaatwasmiddelen en schuurmiddelen.
Het is ook een ingrediënt van hardeners voor onverzadigde polyesterharsen of epoxyharsen in verven, lakken, vernissen, kleefstoffen en dergelijke.

## Toxicologie en veiligheid
tert-butylhydroperoxide is ontvlambaar. De damp is zwaarder dan lucht, en kan ermee een explosief mengsel vormen (vanaf 5 volumeprocent in lucht). Als sterke oxidator reageert het hevig met brandbare en reducerende stoffen, metaal en zwavelverbindingen. De stof is corrosief voor de ogen, de huid en de luchtwegen.
In de Europese Unie is tert-butylhydroperoxide ingedeeld als een gevaarlijke stof volgens richtlijn 67/548/EEG inzake de indeling, de verpakking en het kenmerken van gevaarlijke stoffen.